# Almost Heaven
Almost Heaven – czternasty album studyjny zespołu The Kelly Family. Wyprodukowany na podstawie pomysłu Dana Kelly przez Kathy i Paddy’ego Kelly, wydany w 1996 r. w większości krajów Europy.
Po wielkim sukcesie singla „I Can’t Help Myself” oraz poprzednich albumów Over the Hump i Christmas for All, płyta od razu pojawiła się na pierwszym miejscu list przebojów w Austrii, Niemczech i Szwajcarii. Weszła również do pierwszej 5 w Holandii i Norwegii, oraz do najlepszej 20 w Belgii.
Ostatecznie Almost Heaven sprzedało się w ponad 3 milionach egzemplarzy, stając się drugim najlepiej sprzedającym się albumem zespołu.
W Polsce album uzyskał status podwójnej platynowej płyty.

## Lista utworów
1. "When the Boys Come into Town" (śpiew: John, Maite, Kathy) – 3:15
2. "Every Baby" (śpiew: Maite) – 2:56
3. "I Can’t Help Myself" (śpiew: Angelo, Paddy) – 3:03
4. "Nanana" (śpiew: Jimmy, Maite) – 4:03
5. "You Belong to Me" (śpiew: Patricia, Paddy, Kathy) – 3:15
6. "Staying Alive" (śpiew: Joey) – 2:55
7. "Come Back to Me" (śpiew: Kathy) – 3:35
8. "Fell in Love with an Alien" (śpiew: Paddy, Kathy) – 3:11
9. "Hey Diddle Diddle" (śpiew: Paddy, Maite, Angelo, Barby) – 2:43
10. "Like a Queen" (śpiew: Barby) – 2:54
11. "Stars Fall From Heaven" (śpiew: Patricia, Maite) – 3:23
12. "Thunder" (śpiew: Jimmy) – 3:45
13. "Calling Heaven" (śpiew: Paddy) – 4:54
14. "Nothing like Home" (śpiew: Kathy) – 3:42

### Utwory bonusowe
W edycji "wzmocnionej" dodano teledysk do piosenki "I Can’t Help Myself".

## Muzycy
- Angelo Kelly: śpiew, bębny, perkusja, Tara
- Barby Kelly: śpiew
- Jimmy Kelly: śpiew, gitara akustyczna, cytra elektryczna, łyżki
- Joey Kelly: śpiew, gitara akustyczna, gitara elektryczna
- John Kelly: śpiew, gitara akustyczna, gitara elektryczna, perkusja
- Kathy Kelly: śpiew, keyboard, Organy Hammonda, skrzypce, akordeon, fortepian
- Maite Kelly: śpiew, perkusja
- Paddy Kelly: śpiew, gitara basowa, gitara, banjo, mandolina, tabla, keyboard, perkusja
- Patricia Kelly: śpiew, harfa

### Gościnnie
W utworze "Nothing Like Home" gościnnie wystąpili:
- Johan Daansen
- Mouth Harp

## Single
1. "I Can’t Help Myself" – 1996
2. "Every Baby" – 1996
3. "Fell in Love with an Alien" – 1997
4. "Nanana" – 1997
5. "When the Boy Come Into Town" – 1997

## Miejsca na listach przebojów w 1996 roku
| Kraj       | Miejsce na liście |
| ---------- | ----------------- |
| Austria    | 1                 |
| Belgia     | 19                |
| Holandia   | 3                 |
| Niemcy     | 1                 |
| Węgry      | 1                 |
| Norwegia   | 2                 |
| Szwajcaria | 1                 |